# Wapen van Zevenbergen

Wapen van Zevenbergen

Het wapen van Zevenbergen werd op 16 juli 1817 bevestigd door de Hoge Raad van Adel aan de Noord-Brabantse gemeente Zevenbergen. Per 1 april 1998 ging Zevenbergen op in de gemeente Moerdijk. Het wapen van Zevenbergen is daardoor definitief komen te vervallen als gemeentewapen. In het wapen van Moerdijk werd het wapen van Zevenbergen opgenomen.

## Blazoenering
De blazoenering van het wapen luidde als volgt:
Van zilver, beladen met drie sautoirs van keel, staande twee en een.
De heraldische kleuren zijn zilver (wit) en keel (rood). In het register van de Hoge Raad van Adel zelf wordt geen beschrijving gegeven, maar een afbeelding.

## Verklaring
De eerste heren van Breda stamden uit de machtige gravenfamilie Strijen. Zij voerden het wapen in omgekeerde kleuren. Via de heren van Breda voerde Zevenbergen het wapen van Strijen.

## Verwante wapens

Het wapen van Breda
Het wapen van Moerdijk
Het wapen van gemeente Strijen